# بلير بودن
بلير بودن (بالإنجليزية: Blair Bowden)‏ هي عسكري أسترالية، ولدت في 7 يونيو 1916، وتوفيت في 30 سبتمبر 1981.